# 아라스 전차전
아라스 전차전은 제2차 세계 대전 초반 프랑스 공방전의 일부로서 프랑스 동북부 아라스에서 벌어진 전투이다. 이 전투는 독일 국방군의 측면기동에 대한 연합군의 반격의 성격을 띠고 있다. 독일군은 벨기에 방면으로 동진하던 연합군을 옭아매기 위해 영국 해협을 향해 돌진하고 있었다. 아라스에서의 반격은 연합군이 독일군의 선봉을 가로질러 그 진격을 막으려는 시도였다. 초반에는 연합군이 전과를 거두었으나, 결국 독일군에 의해 격퇴당했고, 포위되는 사태를 막기 위해 연합군은 퇴각할 수밖에 없었다.

## 참고 자료
- Bond, Brian, Britain, France and Belgium 1939 - 1940, 2nd Edition. Brassey's Publishing, London. 1990. ISBN 0-08-037700-9
- Harman, Nicholas. (1980) Dunkirk; the necessary myth. London: Hodder and Stoughton. ISBN 0-340-24299-X